# Stora Bjurtjärnen, Värmland
Stora Bjurtjärnen är en sjö i Årjängs kommun i Värmland och ingår i Göta älvs huvudavrinningsområde.